# Либль, Людвиг
Людвиг Либль (нем. Ludwig Liebl; 13 ноября 1874, Вальдкирхен — 11 февраля 1940, Ингольштадт) — немецкий врач, нацистский функционер в области здравоохранения.

## Биография
Родился в семье судьи. Посещал гимназию в Пассау. Изучал медицину в Мюнхене.
Работал практикующим врачом и хирургом в Ингольдштадте. Как специалист по гинекологии и акушерству открыл собственную клинику.
В 1922 стал почётным гражданином Вальдкирхена. Многолетняя дружба связывала Либля с поэтессой Эмеренц Майер.
Был соучредителем Ингольдштадского художественного и концертного союзов. Почётный гражданин Ингольштадта с 1934 года.
Состоял в браке, имел 3 детей — Людвига, Элин и Гертруд.

## Деятельность в НСДАП
Член НСДАП из числа «старых бойцов». В марте 1925 руководил восстановлением ингольдштадской местной группы НСДАП. В 1927 году основал боевой листок национал-социалистов «Дунайский курьер».
В 1929 на съезде НСДАП в Нюрнберге избран первым председателем созданного по его инициативе Национал-социалистического союза врачей (занимал этот пост до 1932 года). Одновременно руководил Ингольдштадской местной группой союза врачей.